# Polypodium chirripoense
Polypodium chirripoense är en stensöteväxtart som beskrevs av David Bruce Lellinger. Polypodium chirripoense ingår i släktet Polypodium och familjen Polypodiaceae. Inga underarter finns listade.